# Schichtung

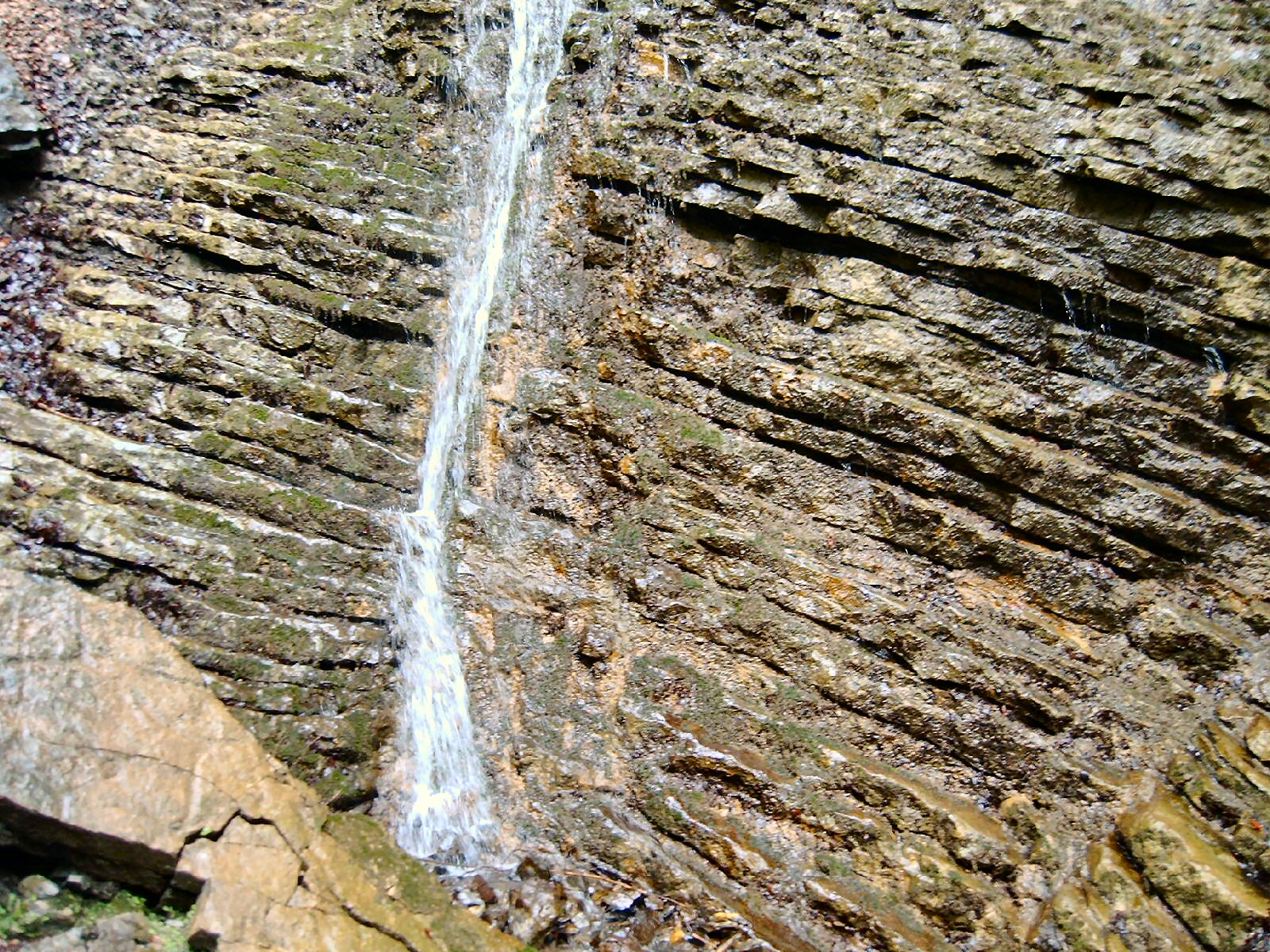
Aufschluss mit Schichten des alpinen Muschelkalks (Trias) in der Partnachklamm

Die Schichtung ist ein typisches Merkmal von Sedimenten und Sedimentgesteinen. Eine Schicht ist ein dreidimensionaler Sediment- oder Sedimentgesteinskörper, der durch zwei Flächen, die Schichtunterseite (Basis, Sohle) und die Schichtoberseite (Top, Dach) begrenzt ist. Die Abfolge von Schichten, wie sie in einem Aufschluss beobachtet werden kann, kommt meist durch die Sedimentation von unterschiedlichem Material zustande (Schicht(en)folge). In der Lithostratigraphie wird die Schicht als Stratum bezeichnet. Die Untersuchung geologischer und bodenkundlicher Schichtungen und ihre zeitliche Zuordnung nennt man Stratigraphie (Schichtenkunde). Die in den einzelnen Schichten enthaltenen Bestandteile und ihre Fossilien ermöglichen die zeitliche und genetische Korrelation mit gleich alten, oft weit entfernten Ablagerungen.

## Beschreibung

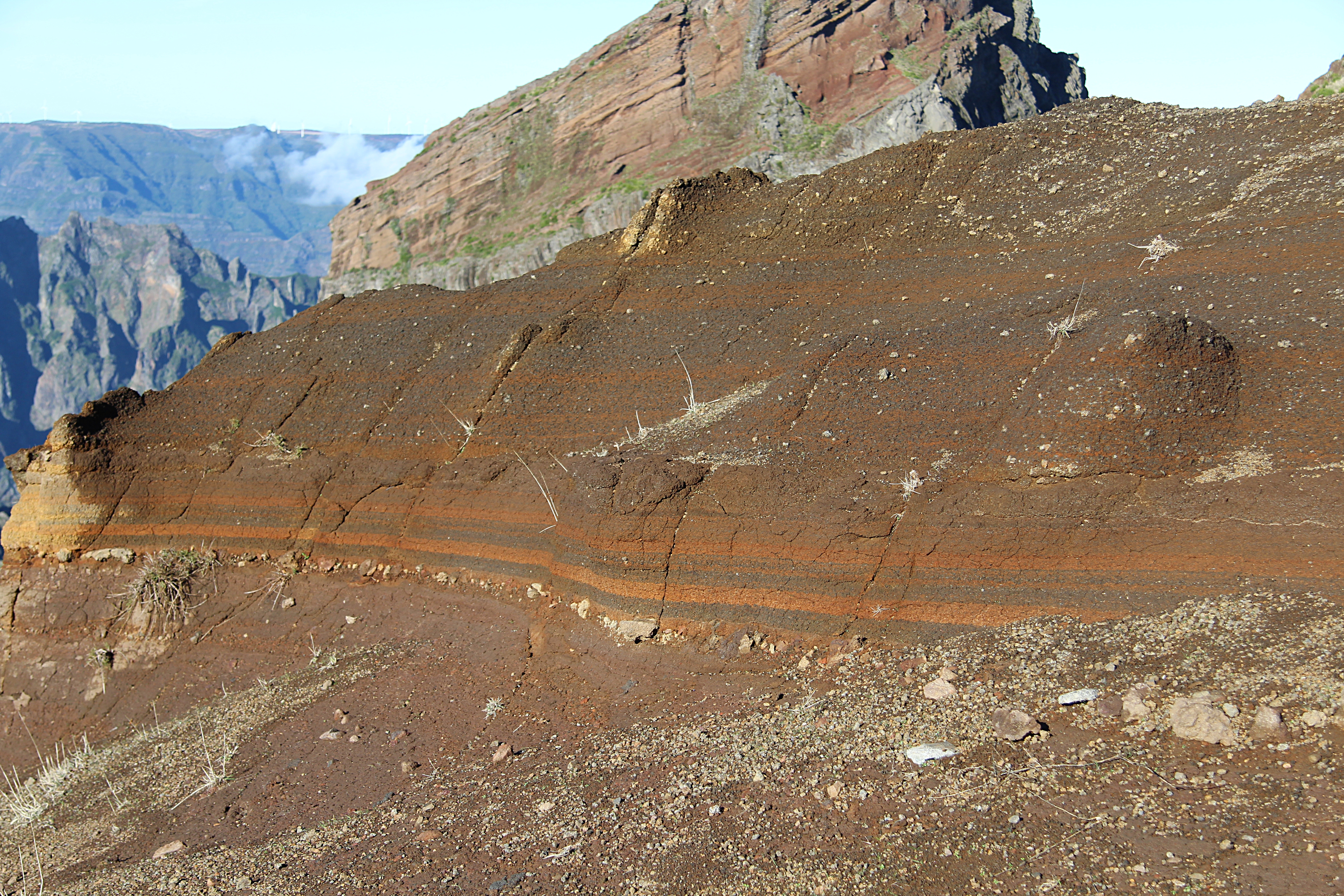
Deutlich geschichtete Tephra (unverfestigte pyroklastische Ablagerungen) zwischen Pico do Areeiro und Pico Ruivo, Madeira.

Der Materialwechsel geht in der Regel auf eine Änderung der Ablagerungsbedingungen zurück. Die Unterschiede zwischen den benachbarten Schichten können dabei sowohl in der mineralogischen Zusammensetzung, der Korngröße, der Färbung als auch in der Textur bestehen. Hinsichtlich des Mineralbestandes kann der Materialkontrast durch diagenetische Prozesse nachträglich bedeutend verstärkt worden sein („Pseudoschichtung“).
Auch Vulkanite und Plutonite können Schichtungen aufweisen, und während der Metamorphose von Sedimentgesteinen kann die Schichtung erhalten bleiben.

## Abgrenzung
Die zumeist recht engständigen schichtungsartigen Gefüge bei metamorphem Gestein, die auf tektonische Vorgänge zurückzuführen sind, werden nicht als Schichtung, sondern als Schieferung bezeichnet. Wenn sich die einzelnen „Schichten“ sowohl im Mineralbestand als auch optisch deutlich unterscheiden, spricht man von einer Bänderung. Beide Phänomene können auch als Foliation zusammengefasst werden.
Allerdings wird bei tektonisch überprägten Sedimentgesteinen die auf Schieferungsflächen erkennbare Streifung, die tatsächlich auf die primäre Schichtung des Ausgangsgesteins zurückgeht, ebenfalls mitunter als Bänderung bezeichnet („Bänderschiefer“).

## Sedimentstrukturen

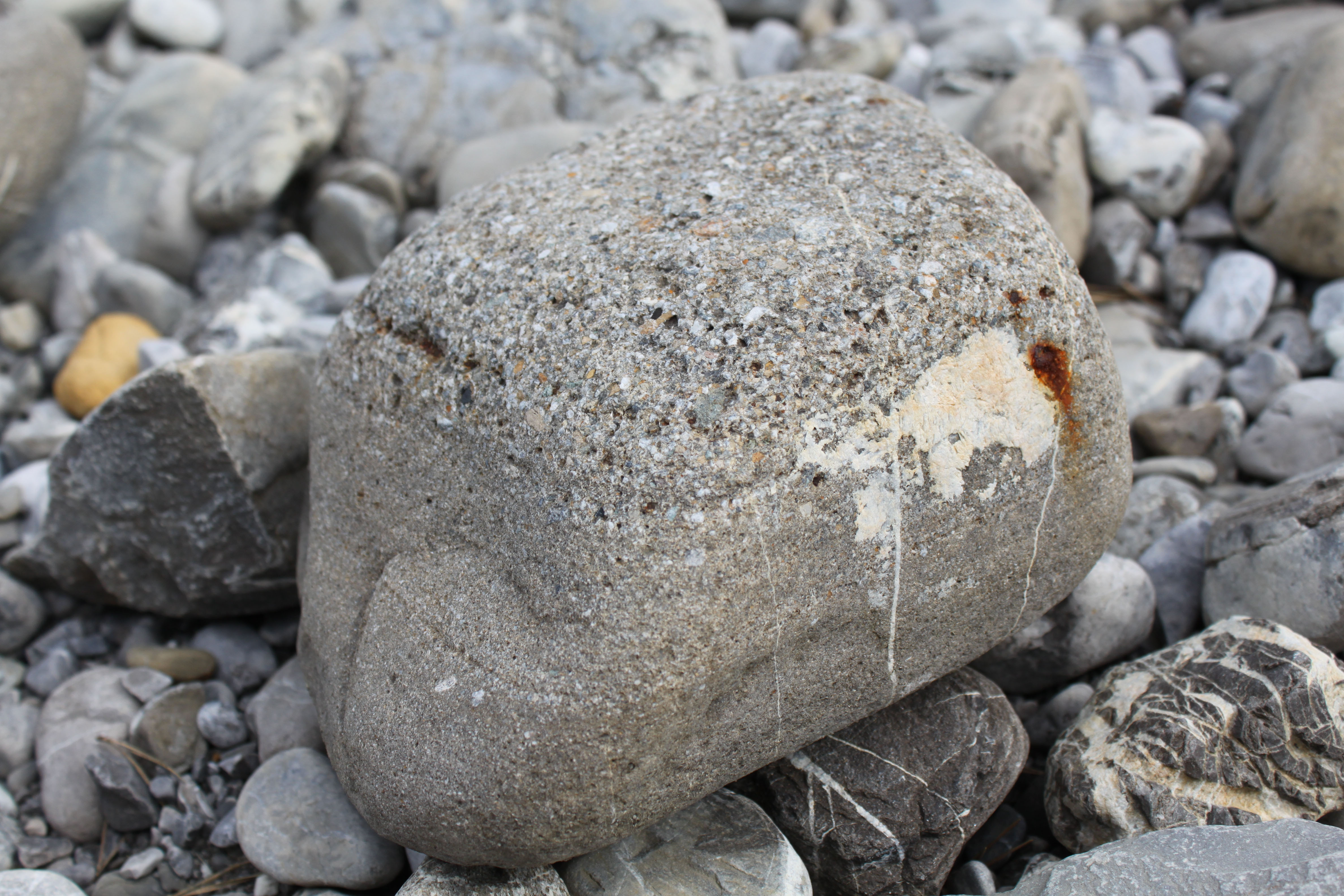
Geröll mit gradierter Schichtung (das Geröll liegt im Bezug auf die ursprüngliche Schichtung verkehrt herum, die Oberseite des Gerölls ist eigentlich die Unterseite) im Flussbett der Lutz, Vorarlberg.

Sedimentstrukturen treten zumeist innerhalb einer bestimmten Schicht auf und charakterisieren diese. Sie können aber auch die Schichtober- bzw. -unterseite prägen oder aber mehrere Schichten penetrieren, insbesondere dann, wenn sie biogenen Ursprunges sind (vgl. → Palichnologie und Bioturbation). Sie spiegeln die speziellen Ablagerungsbedingungen wider und geben beispielsweise Hinweise auf die Art der Sedimentation (z. B. vorhergehenden Transport durch Wind oder fließendes Wasser oder aber Absatz aus der unbewegten Wassersäule), erlauben die Rekonstruktion der Strömungsrichtung des ablagernden Mediums oder deuten auf die Lebewelt hin. In verfalteten Gesteinskörpern können sie als Oben-Unten-Kriterium dienen.
Beispiele für verschiedene Sedimentstrukturen sind:
- hummocky cross stratification: symmetrische Rippelstrukturen, die durch oszillierende Sturmwellen gebildet wurden. Sie kommen daher vor allem in Schelfgebieten von 30 bis 50 Meter Tiefe vor (es sind nur die konvexen Teile der Rippel zu beobachten)
- swalley cross stratification: wie oben, nur sind die Rippeltäler erhalten; sie kommen im tieferen Schelfmilieu vor
- herring bone stratification: Alle paar Zentimeter ist eine entgegengesetzte Schrägschichtung zu beobachten; dies deutet auf eine Ablagerung im flach marinen Bereich mit starkem Gezeiteneinfluss hin
- flute marks: fehlendes Material, das durch ein Sturmereignis weggerissen wurde
- load casts (Belastungsmarken): sind an der Unterseite von Sedimentschichten zu beobachten; sie entstehen durch plötzliche Überlagerung mit dichteren Schichten, welche sich in das Sediment eindrücken
- flaser bedding: mit Schlamm verfüllte Rippelstrukturen; sie treten in der Nähe wechselnder Strömungsverhältnisse auf, z. B. in Flussmündungen oder bei Gezeiteneinfluss
- gradierte Schichtung: vertikale Korngrößendifferenzierung in einer Schicht